# 2012 QG42
2012 QG42 – odkryta w 2012 planetoida z grupy Apolla należąca do obiektów bliskich Ziemi i potencjalnie niebezpiecznych obiektów. Jej średnica szacowana jest na pomiędzy 190 a 430 m.
14 września 2012 planetoida przeleciała w bezpośredniej bliskości Ziemi w odległości około 7,5 raza większej niż odległość Ziemi od Księżyca, poruszając się z prędkością ok. 11 km/s w stosunku do Ziemi. W momencie zbliżenia się do Ziemi planetoida była możliwa do obserwowania z dużych, amatorskich teleskopów. Przelot planetoidy był także transmitowany przez Internet w ramach The Virtual Telescope Project 2.0.